# Gestion de l'impression
En psychologie sociale et en sociologie, l'impression est l'image que les individus se font d'un autre individu, et la gestion de l'impression est la gestion de cette image.

## Approches psychologique
En psychologie sociale, la gestion de l'impression est la gestion de l'image que les individus se font d'un autre individu. Il convient de noter que la perception fait appel à des mécanismes cognitifs, et en particulier à des biais cognitifs.

## Approches sociologique
Dans son ouvrage La présentation de soi, le sociologue Erving Goffman défend l'idée suivante : dans ses relations aux autres, l'individu se présente tel un acteur devant un public, il donne une expression de lui-même pour susciter une impression, en mobilisant un ensemble de techniques de représentation,. La métaphore théâtrale est ainsi mobilisée comme outils pour analyser les interactions,. Comme au théâtre, un ensemble de conventions, de règles et de normes pèse sur les individus : il s'agit d'un cadre impersonnel, normé et codifié, exigeant des individus qu'ils jouent un personnage déterminé et une certaine interprétation de ce personnage dans une situation donnée,,.
Erving Goffman évoque notamment la dimension morale de l'impression. L'impression est envisagée « comme une source d’information concernant des faits non immédiatement apparents et comme un moyen pour les sujets récepteurs d’ajuster la réponse adressé à l’informateur sans avoir à attendre que des actions aient entraîné toutes les conséquences qu’on peut leur imaginer ». Ainsi, lors de l'interaction un individu « cherche à identifier les données fondamentales de la situation », mais puisqu'il lui est impossible d'« opérer le décryptage complet de la situation »  l'individu « est réduit à se fier aux apparences ». On « passe du plan de la communication à celui de la signification morale » du fait qu'« on a tendance à traiter les autres d'après l'impression qu'ils donnent ». « En tant qu’acteurs, les individus cherchent à entretenir l’impression selon laquelle ils vivent conformément aux nombreuses normes qui servent à les évaluer, eux-mêmes et leurs produits. Parce que ces normes sont innombrables et partout présentes, les acteurs vivent, bien plus qu’on pourrait le croire, dans un univers moral ». « Leur activité soulève donc bien des questions morales, mais en tant qu’acteurs ils ne s’y intéressent pas d’un point de vue moral ».